# Ruhollah Zam
Ruhollah Zam, transiltterato anche come Rouhollah Zam (in persiano روح‌الله زم‎; Rey, 27 luglio 1978 – Teheran, 12 dicembre 2020), è stato un attivista e giornalista iraniano. Dissidente, è stato arrestato e giustiziato dal regime iraniano.

## Biografia
È nato in una famiglia clericale. Suo padre, Mohammad-Ali Zam, fu un religioso sciita riformista e ricoprì incarichi governativi di alto livello negli anni ottanta e novanta del XX secolo. Il padre scelse di dargli il prenome Rouhollah poiché sostenitore di Rouhollah Khomeini, fondatore della Repubblica islamica in Iran. In vita Rouhollah chiese ai suoi amici di chiamarlo Nima.
Combatté contro l'establishment dopo le proteste per le elezioni presidenziali iraniane del 2009 e venne imprigionato nella prigione di Evin per qualche tempo. Riuscì fuggire dall'Iran e si trasferì in esilio in Francia, con la moglie e i figli. Visse a Mantauban, nel Occitania, protetto dalla sicurezza francese.
Nel 2015 fondò il canale Telegram denominato AmadNews (o "Sedaiemardom", letteralmente "Voce del popolo"). Attraverso il canale, svolse un ruolo di alto profilo nelle proteste antigovernative iraniane del 2017-18, dedicandogli una copertura speciale. La televisione governativa statunitense Voice of America-Persian News Network lo invitò spesso nelle sue trasmissioni.
L'autorità iraniana lo perseguitò in quanto ostile al regime. Il padre fu costretto a rinnegarlo nel luglio 2017, con una lettera pubblicata dai media iraniani.
Venne invitato a partecipare ad un convegno in Iraq nel 2019. I servizi di sicurezza francesi tentarono di dissuaderlo dal partecipare al convegno, ritenendo l’Iraq insicuro, poiché troppo esposto all'azione dei servizi segreti iraniani e dei pasdaran.
La sua volontà di riavvicinarsi al suo Paese natale lo convinse ad accettare l'invito al convegno, che si rivelò essere una trappola. Il 14 ottobre 2019, il Corpo delle guardie della rivoluzione islamica lo arrestò, riferendo di averlo fermato in Iran, sebbene secondo le fonti sarebbe stato arrestato in Iraq dai servizi segreti iraniani. I pasdaran pubblicarono la notizia del suo arresto sul suo canale Telegram, seguito da oltre un milione di utenti, assumendo l'amministrazione dello stesso.
Venne accusato di "corruzione sulla Terra" (Mofsed-e-filarz), reato che venne inventato dall'ayatollah Khomeini, dopo l'avvento della rivoluzione islamica, per eliminare gli oppositori con l'accusa di assumere un comportamento maligno condannato dal Corano, nel capitolo della Caverna al 94° versetto.  L'udienza si svolse presso la quindicesima sezione della Corte rivoluzionaria islamica di Teheran, presieduta dal giudice Abolqasem Salavati, sottoposto a sanzioni internazionali dall'Unione europea e dagli Stati Uniti d'America. Il processo si è concluso con la condanna a morte.
Il 12 dicembre 2020 è stato giustiziato per impiccagione.